# Tristan Keuris
Tristan Keuris (født 3. oktober 1946 i Amersfoort – død 15. december 1996 i Amsterdam) var en Hollandsk komponist. Han bevægede sig mellem serialisme og minimalisme og producerede en meget stærk personlig stil i form af sine orkesterværker. Specielt i sine to Violin Koncerter (1984 & 1995) som er i Bartóks ånd, men med en mere varm tone og et mere muntert væsen. Keuris komponerede også 2 symfonier, koncertmusik, kammermusik etc.

## Udvalgte værker
- Saxofonkoncert (1971) - for saxofon og orkester
- Symfoni (1974) - for orkester
- Klaverkoncert (1980) - for klaver og orkester
- Violinkoncert nr. 1 (1984) - for violin og orkester
- "Symfoniske Transformationer" (1987) - for orkester
- "Tre Michelangelo Sange" (1990) - sange
- Orgelkoncert (1993) - for orgel of orkester
- Symfoni i D (1995) - for orkester
- Violinkoncert nr. 2 (1995) - for violin og orkester
- "Arcade" (1996) - for orkester